# 凤山乡 (南充市)
凤山乡，是中华人民共和国四川省南充市顺庆区曾经下辖的一个乡。2019年9月，撤销凤山乡和渔溪乡，设立渔溪镇，以原凤山乡和原渔溪乡所属行政区域为渔溪镇的行政区域。

## 行政区划
凤山乡撤销前下辖以下地区：
小坝子村、伍家沟村、三百梯村、蔡家沟村、老鹰寺村、马家山村、沙坨子村、黑塔沟村和苟家沟村。